# Corytophanes hernandesii
Corytophanes hernandesii là một loài thằn lằn trong họ Corytophanidae. Loài này được Wiegmann mô tả khoa học đầu tiên năm 1831.